# Сплюшка чагарникова
Сплюшка чагарникова (Megascops roboratus) — вид совоподібних птахів родини совових (Strigidae). Мешкає в Еквадорі і Перу.

## Опис
Представники номінативного підвиду мають довжину 20-22 см, вагу 144-162 г. Забарвлення у них існує у двох морфах — сірій і рудій. У представників сірої морфи лицевий диск сіруватий з чорними краями, тім'я чорнувато-коричневе, верхня частина тіла сірувато-коричнева, поцяткована темними смугами. На потилиці блідий "комір". Нижня частина тіла білувата, легко поцяткована темними смужками. Над очима білі "брови". на голові невеликі пір'яні "вуха". Очі жовті, лапи оперені до кінчиків пальців. Представники рудої морфи мають переважно блідо-руде забарвлення, поцятковане темно-коричневими смугами
Представники підвиду M. r. pacificus мають довжину 18-19 см, вагу 70-90 г. Представники сірої морфи цього підвиду мають більш сіре забарвлення, однак загалом вони є подібними до представників номінативного підвиду. Руда морфа у цього підвиду зустрічається частіше.
Голос представників номінативного підвиду — рівномірна трель, гучність якої наприкінці підвищується. У представників підвиду M. r. pacificus гучність трелі спочатку підвищується, а потім дещо спадає.

## Підвиди
Виділяють два підвиди:
- M. r. pacificus (Hekstra, 1982) — південний захід Еквадору (Санта-Елена, Гуаяс) і північний захід Перу (на південь до Ламбаєке);
- M. r. roboratus (Bangs & Noble, 1918) — долини річок Майо-Чінчіпе і Мараньйон на півдні Еквадору і північному заході Перу (між Західним і Центральним хребтами Анд.

## Поширення і екологія
Представники номінативного підвиду живуть в сухих тропічних лісах, на висоті від 500 до 1200 м над рівнем моря, місцями на висоті до 1800 м над рівнем моря в Еквадорі та на висоті до 2100 м над рівнем моря в Перу. Представники підвиду M. r. pacificus живуть в сухих прибережних чагарникових заростях та в сухих тропічних лісах, на висоті до 500 м над рівнем моря. Чагарникові сплюшки ведуть нічний спосіб життя, живляться комахами. Гніздяться в дуплах дерев.